# Marcus Leatherdale
Marcus Leatherdale (18. září 1952 – 22. dubna 2022) byl kanadský portrétní fotograf aktivní v USA a v Indii.

## New York v 80. letech 20. století
Leatherdale začal svou kariéru v New Yorku na počátku osmdesátých let. Nejprve nějakou dobu sloužil jako vedoucí kanceláře Roberta Mapplethorpa a mistr ho fotografoval nahého, v pravé ruce držel provaz a v levé králíka.
Poté pracoval jako asistent kurátora Sama Wagstaffa. Brzy se stal miláčkem tehdejší pulzující klubové scény a módních médií: jeho tvorbu prezentovali Interview, Details, The New Yorker, Vanity Fair a Elle Decor. Později se objevil v uměleckých publikacích jako Artforum, Art News a Art in America. Dokumentoval životní styl New Yorku, mimořádné lidi z Danceteria a Club 57, kde v roce 1980 uspořádal své první výstavy. Leatherdale byl kritický pozorovatel New Yorku v osmdesátých letech devatenáctého století. Jeho modely byly neznámé, ale výjimečné – jako Larissa, Claudia Summers nebo Ruby Zebra – nebo známí umělci – jako Madonna, Winston Tong a Divine, Trisha Brown, Lisa Lyon, Andrée Putman, Kathy Acker, Jodie Foster a kolega fotograf John Dugdale. Leatherdale zůstával nějakou dobu v Mapplethorpově stínu, ale brzy ho jako tvůrčí sílu sám o sobě objevil Christian Michelides, zakladatel Molotovovy umělecké galerie ve Vídni. Leatherdale přiletěl do Vídně, prezentoval tam svou práci a byl oceněn veřejností i tiskem.
Toto mezinárodní uznání mu vydláždilo cestu do muzeí a stálých sbírek, jako je Rheinisches Landesmuseum Bonn, Institut umění v Chicagu, Australská národní galerie v Canbeře, Londonské muzeum v Londonu, Ontario a rakouská Albertina. Především jeho poutavé portréty newyorských celebrit ze série Skryté identity vzbudily dlouhodobý zájem mezi kurátory a sběrateli.

## Indie
V roce 1993 začal Leatherdale trávit polovinu každého roku v indickém svatém městě Váránasí. Sídlil ve starověkém domě v centru starého města a začal fotografovat tamní rozmanité a pozoruhodné lidi, od svatých mužů po celebrity, od králů po kmeny, pečlivě vyjednával svou cestu mezi některé z nejnepolapitelnějších postav Indie, aby vytvořil své portréty. Od počátku bylo jeho záměrem vzdát hold nadčasovému duchu Indie prostřednictvím vysoce specifického zobrazení jejích jednotlivců. Na jeho snímcích jsou princezny a lodníci, filmové hvězdy a cirkusoví umělci, pouliční žebráci a biskupové, matky a děti v tradičních krojích. V roce 1999 se Leatherdale přestěhoval do Chottanagpuru v Džhárkhandu, kde se zaměřil na Adivasis. Později se jeho druhou domovskou základnou stala Serra da Estrela v horách středního Portugalska.
Leatherdaleovy techniky matného tisku, které připomínají procesy z devatenáctého století a využívají napůl černé a napůl sépiové zbarvení, posilují nadčasovost jeho snímků. Tóny a matný povrch účinně odlišují jeho portréty od uhlazenosti módní fotografie.

## Charita
Tým lékařské péče v Chottanagpuru založili Amit a Ilona Ghosh, Nilika Lal, Marcus Leatherdale a Jorge Serio v roce 2002; je to soukromá služba, která pomáhá místním lidem zdravotně i finančně. Protože mnoho lidí v Indii zbytečně trpí kvůli neštěstí a nevědomosti, projekt pomáhá zachraňovat životy, které byly zničeny nehodami nebo nemocemi. Propojením pacientů s příslušnými lékaři a patřičnými zařízeními projekt pomáhá lidem postavit se na nohy a získat zpět ztracenou důstojnost.

## Významné výstavy
- 1980 Urban Women, Club 57, NYC
- 1980 Danceteria, NYC
- 1981 Stilvende, NYC
- 1982 The Clock Tower, MoMA PS1, NYC
- 1982 544 Natoma Gallery, San Francisco
- 1982 Eiko And Komo, Stilvende, NYC
- 1983 Form And Function Gallery, Atlanta
- 1983 Galerie in der GGK Wien, Vídeň, Rakousko
- 1983 The Ring, Vídeň (organizace: Molotov)
- 1983 London Regional Art Gallery, London (Ontario), Kanada
- 1984 Performance, Greathouse Gallery, NYC
- 1984 Social Segments, Grey Art Gallery, NYU
- 1984 Rheinisches Landesmuseum, Bonn
- 1985 Ritual, Greathouse Gallery, NYC
- 1985 Artinzer, Mnichov
- 1985 Leatherdale/Noguchi, Gallery 291, Atlanta
- 1985 Paul Cava Gallery, Philadelphia
- 1986 Poison Ivy, Greathouse Gallery, NYC
- 1986 Wessel O’Connor Gallery, Řím
- 1986 Hidden Identities, Michael Todd Gallery, Palladium, NYC
- 1987 Demigods, Greathouse Gallery, NYC
- 1987 Collier Gallery, Scottsdale, Arizona
- 1987 Tunnel Gallery, NYC
- 1988 Claus Runkel Fine Art Ltd., London, UK
- 1988 Madison Art Center, Madison
- 1989 Wessel-O’Connor Gallery, NYC
- 1989 Summer Night Festival, Onikoube, Sendai, Japonsko
- 1990 Bent Sikkema Fine Art, NYC
- 1990 Fahey-Klein Gallery, Los Angeles
- 1990 Faye Gold Gallery, Atlanta
- 1990 Mayan Theatre, Los Angeles
- 1991 Runkel Hue-Williams Gallery, London
- 1991 Galerie Michael Neumann, Düsseldorf
- 1991 Arthur Rogers Gallery, New Orleans
- 1992 Arthur Rogers, NYC
- 1992 Galerie Del Conte, Milwaukee
- 1993 Galerie Bardamu, NYC
- 1996 Faye Gold Gallery, Atlanta
- 1996, 1997, 1998, 1999 Bridgewater/Lustberg, NYC
- 1998 Rai Krishna Das Trust-Banaras, Indie
- 1999 Birla Academy Of Art And Culture, Kalkata, Indie
- 2000 Paradise Road Gallery – Colombo, Sri Lanka
- 2000 Dialectica – NYC
- 2001 Bridgewater / Lustberg / Blumenfeld, NYC
- 2002 Centre For Photography As An Art-Form, Mumbai
- 2003 John Stevenson Gallery, NYC
- 2003 Kapil Jariwala Gallery, London
- 2004 Lehmann Leskiw + Schedler, Toronto
- 2005 Basel Art Fair, Miami
- 2005 and 2006 Melody Weir Gallery, NYC
- 2007 Lehmann Leskiw Fine Art Gallery, Toronto
- 2009 Bharat-India, Galeria AR-PAB, Lisboa
- 2009 "Mujeres en Plural", Museo Foundation Canal, Madrid
- 2010 Ralph Pucci Gallery, NYC
- 2011 Galerie Bernardo Marques, Lisboa, Portugalsko
- 2011 Matthieu Foss Gallery, Mumbai, Indie
- 2017 MoMA, New York USA
- 2019 Throckmorton Fine Art, New York, NY

## Knihy
- New York 1983. Jeho fotografie a text od Kathy Acker a Christiana Michelidese. Kniha ze série o lidech a letech. Vídeň: Molotov 1983, ISBN 978-3-9503703-1-7
- Marcus Leatherdale: 1984–1987. Úvod od Brookse Adamse. Greathouse Gallery 1987
- Marcus Leatherdale 1980–1994. 2009
- Skryté identity. Vybrané obrázky z časopisu Details 1982 až 1990. (Hidden Identities.Selected Images from Details magazine 1982 to 1990.), 2009
- Tváří v tvář Indii. Portréty Bharat-Indie. (Facing India. Portraits of Bharat-India.), Westzone Pub Ltd 2010 ISBN 978-1903391266
- Adivasi. Portréty kmenové Indie. (Adivasi. Portraits of Tribal India.)
- Ven ze stínů. Marcus Leatherdale: Fotografie. New York City 1980–1992 (Out of the Shadows. Marcus Leatherdale: Photographs. New York City 1980–1992) Autor: Marcus Leatherdale, Claudia Summers, Paul Bridgewater. Londýn: ACC Art Books, 2019.

V roce 2010 založil Marcus čtvrtletní internetový umělecký magazín Leatherdale www.theOMENmag.com , jehož byl uměleckým redaktorem a uměleckým ředitelem.